# بیانجی
بیانجی (انگلیسی: Bianji (śramaṇa Bianji); ۱ ژانویهٔ ۰۶۱۹ – ۱ ژانویهٔ ۰۶۴۹) مترجم، و بهکشو اهل دودمان تانگ بود. او همچنین مترجم و نویسنده کتاب سوابق مناطق غربی بود. اطلاعات کمی در مورد زندگی او وجود دارد، به غیر از این که او چندین کتاب مقدس و سوتراهای بودایی را ترجمه کرد. او توسط امپراتور تای‌زونگ (دودمان تانگ) به دلیل داشتن رابطه نامشروع با دختر امپراتور، پرنسس گائوانگ اعدام شد.

## زندگی
با توجه به «رکورد ستایش‌ها» در پایان جلد ۱۲ از «گزارش نواحی غربی سلسله بزرگ تانگ»، بیانجی در خانواده ای از علمای ارجمند به دنیا آمد. او از کودکی شخصیتی نجیب و درست از خود نشان داد. به محض اینکه به سن تحصیل رسید، کارهای دنیوی خود را رها کرد و وارد صومعه بزرگ حمایت کامل شد و شاگرد استاد دائویو، استاد دارما معروف مکتب بودایی سرواستیودا شد. او تعداد زیادی از متون مقدس بودایی را کپی کرد که هنوز هم در گردش هستند. او به دلیل تزکیه عمیق بودایی، مهارت ادبی، و مهارت در نوشتن شهرت داشت.
او در مورد تجربیات شخصی خود در "سوابق مناطق غربی سلسله بزرگ تانگ" نوشت. در آن زمان، کمتر از ۳۰ نفر در کل سلسله بزرگ تانگ بودند که از این افتخار برجسته برخوردار بودند. او که ماهرانه به مناظره می‌پردازد، توانست در سن بیست و شش سالگی در میان آنها وارد شود و استعداد استثنایی خود را به نمایش بگذارد. او همچنین به هیون تسیانگ در ترجمه متون مقدس مهمی مانند «شرح آموزه‌های مقدس» (۱ جلد)، «سوترای شش دروازه‌ای دارانی» (۱ جلد)، «سوترای زمینی بودا» (۱ جلد)، «پرسش‌های سوترای بهشت» (۱ جلد) و «سؤترای بهشتی» (۱ جلد) کمک کرد. 
تاریخ تانگ جدید که توسط Ouyang Xiu گردآوری شده است، ثبت می‌کند که بیانجی با شاهزاده خانم گائویانگ رابطه عاشقانه داشته است که منجر به اعدام او توسط امپراتور تایزونگ از سلسله تانگ شده است. گزارش سیما گوانگ جزئیات وحشتناک تری را ارائه می‌دهد، و بیان می‌کند که بیانجی با بریدن کمر اعدام شد، نوعی اعدام که شامل دو نیم کردن کمر قربانی است. برخی از محققان روایت کشته شدن بیانجی توسط تایزونگ را زیر سؤال می‌برند، و پیشنهاد می‌کنند که مواضع اویانگ ژیو و سیما گوانگ بسیار مشکوک است، زیرا هر دوی آنها دیدگاه‌های قوی ضد بودایی داشتند که می‌توانست بر تصویر آنها از مرگ بیانجی تأثیر بگذارد.
رابطه ادعایی بین پرنسس گائویانگ و راهب بودایی بیانجی، جدی‌ترین اتهام علیه او و دلیل شهرت بد او در تاریخ است. با این حال، یک اثر تاریخی قبلی، «کتاب قدیمی تانگ» اصلاً به این واقعه اشاره نکرده است. در عوض، این کتاب توسط مورخان معتبر اویانگ شیو و دیگران در «کتاب جدید تانگ» نوشته شده است، یک تاریخ ملی که صد سال بعد توسط سلسله سونگ گردآوری شده است؛ بنابراین از زمان سلطنت امپراتور رنزونگ دودمان سونگ داستان پرنسس گائویانگ و بیانجی به عنوان تاریخ واقعی تلقی می‌شود و همچنین سرآغاز تصویر پرنسس گائویانگ به‌عنوان زنی بدکار در مطالب تاریخی است. امروزه، از آنجا که شواهد تاریخی دقیق تری برای تأیید آن وجود ندارد، اگرچه محققان بعدی تردیدها و سؤالات مختلفی را در مورد این موضوع مطرح کرده‌اند، اما هنوز برای لغو تصویر «کتاب جدید تانگ» از شاهزاده گائوانگ کافی نیست.